# R. Stahl
R. Stahl – niemiecki producent urządzeń elektrycznych. Należy do firm produkujących i dostarczających urządzenia i systemy iskrobezpieczne do obwodów automatyki, osprzęt elektroinstalacyjny oraz oświetlenie do stref zagrożonych wybuchem. Obszarami zastosowań są platformy wiertnicze, rafinerie, zakłady chemiczne i farmaceutyczne, oczyszczalnie ścieków oraz sektor okrętowy.